# Steradian
En steradian (symbol: sr) er i geometrien en SI-enhed for rumvinkelmål. På en kugleflade med radius 1 m og rumvinklens toppunkt som kuglens centrum er rumvinklen på 1 steradian hvis den del af kuglefladen der afskæres af rumvinklen, har et areal på 1 m². Dvs. fx at rumvinklen i toppen af en kegle er på 1 steradian hvis keglefladen afskærer et areal på 1 m² af en kugleflade med centrum i keglens top og radius 1 m.

Eftersom kuglens overflade har et areal på 4πr², svarer det til at hele kugleoverfladen består af 4π steradianer
| Fysik | Spire Denne artikel om fysik er en spire som bør udbygges. Du er velkommen til at hjælpe Wikipedia ved at udvide den. |